# تیم ملی بسکتبال زنان کرواسی
تیم ملی بسکتبال زنان کرواسی، نماینده کرواسی در مسابقات بین‌المللی بسکتبال زنان است .